# Cover (album)
Cover – czwarty album Toma Verlaine’a wydany w 1984 przez wytwórnię Warner Bros. Materiał nagrano w: „Bearsville Studio”, „Blue Rock Studio”,  „Sorcorer Studio” (Nowy Jork); „Eldorado Studio” (Los Angeles); „Townhouse” i „Roundhouse” (Londyn).

## Lista utworów
1. „Five Miles of You” (T. Verlaine, J. Ripp) – 4:19
2. „Let Go the Mansion” (T. Verlaine) – 3:11
3. „Travelling” (T. Verlaine) – 5:02
4. „O Foolish Heart” (T. Verlaine) – 4:31
5. „Dissolve/Reveal” (T. Verlaine) – 4:44
6. „Miss Emily” (T. Verlaine) – 4:49
7. „Rotation” (T. Verlaine) – 4:14
8. „Swim” (T. Verlaine) – 4:34

## Skład
- Tom Verlaine – śpiew, gitara
- Jimmy Ripp – gitara, gitara basowa (8)
- Fred Smith – gitara basowa
- Bill Laswell – gitara basowa (6)
- Jay Dee Daugherty – perkusja (1, 3)
- Allan Schwartzberg – perkusja

produkcja
- Ray Niznik – inżynier dźwięku („Bearsville Studio”)
- Michael Ewasko – inżynier dźwięku („Blue Rock Studio”)
- Dave Jerden – inżynier dźwięku („Eldorado Studio”)
- Mario  Salvati – inżynier dźwięku („Sorcorer Studio”)
- Noward Grey – inżynier dźwięku i mix („Townhouse” i „Roundhouse”)
- Steve Brown – inżynier dźwięku („Townhouse”)
- Ian Cooper – mastering
- Tom Verlaine – produkcja